# Richard John Grecco
Richard John Grecco, né le 4 mars 1946 à Saint Catharines en Ontario, est un prélat canadien de l'Église catholique. De 2009 à 2021, il est l'évêque du diocèse de Charlottetown à l'Île-du-Prince-Édouard au Canada. De 1997 à 2002, il était évêque auxiliaire du diocèse de London en Ontario et, de 2002 à 2009, évêque auxiliaire de l'archidiocèse de Toronto également en Ontario.

## Biographie
Richard John Grecco est né le 4 mars 1946 à Saint Catharines et a grandi à Thorold en Ontario,,. En 1968, il a été diplômé d'un baccalauréat ès arts de l'Université d'Ottawa en Ontario. Par la suite, il a étudié la théologie au séminaire Saint-Augustin de Toronto en Ontario. En 1971, il a été diplômé d'un baccalauréat en théologie de l'Université Saint-Paul d'Ottawa
Le 2 septembre 1972, il a été ordonné prêtre pour le diocèse de Saint Catharines,. En 1972, il a été diplômé d'une licence en théologie de l'Université pontificale grégorienne de Rome en Italie. En 1982, il a été diplômé d'un doctorat en théologie de l'Université de St. Michael's College de Toronto,.
De 1989 à 1992, il était curé de l'église Saint-Thomas-More de Niagara Falls en Ontario. De 1990 à 1992, il était membre du conseil d'administration de l'hôpital général du Grand-Niagara. De 1992 à 1994, il était professeur agrégé au collège Saint-Joseph (en) de l'Université de l'Alberta à Edmonton en Alberta. De 1994 à 1998, il était curé de la paroisse de Saint-Alfred à Saint Catharines. De 1995 à 1998, il a été vicaire général du diocèse de Saint Catharines.
Le 5 décembre 1997, il a été nommé évêque auxiliaire du diocèse de London en Ontario et évêque titulaire d'Uccula (de). Le 2 février 1998, il a été consacré évêque avec l'évêque Thomas Benjamin Fulton (de) comme principal consécrateur et les évêques John Aloysius O’Mara (de) et John Michael Sherlock comme principaux co-consécrateurs,.
Le 27 avril 2002, il a été nommé évêque auxiliaire de l'archidiocèse de Toronto. Il a également été vicaire général de ce diocèse. En tant qu'évêque auxiliaire de l'archidiocèse de Toronto, il était responsable pour la région du Centre et de Scarborough. De 2004 à 2008, il a été vice-président de l'Assemblée des évêques catholiques de l'Ontario.
Le 11 juillet 2009, il a été nommé évêque du diocèse de Charlottetown à l'Île-du-Prince-Édouard par le pape Benoît XVI où il a inauguré son épiscopat le 21 septembre suivant en la basilique-cathédrale Saint-Dunstan en présence de l'archevêque métropolitain de l'archidiocèse de Halifax, Anthony Mancini, et 16 autres évêques ainsi qu'une soixantaine de prêtres,,.
Le 4 mars 2021, le pape François accepte sa démission pour raison d'âge et des problèmes de santé.